# Hiroshima Prefectural Art Museum
Das Hiroshima Prefectural Art Museum (japanisch 広島県立美術館) befindet sich im Zentrum von Hiroshima, angrenzend an den historischen Garten Shukkei-en. Es beherbergt eine Kunstsammlung, zu der auch Werke bekannter europäischer Künstler gehören.

## Geschichte

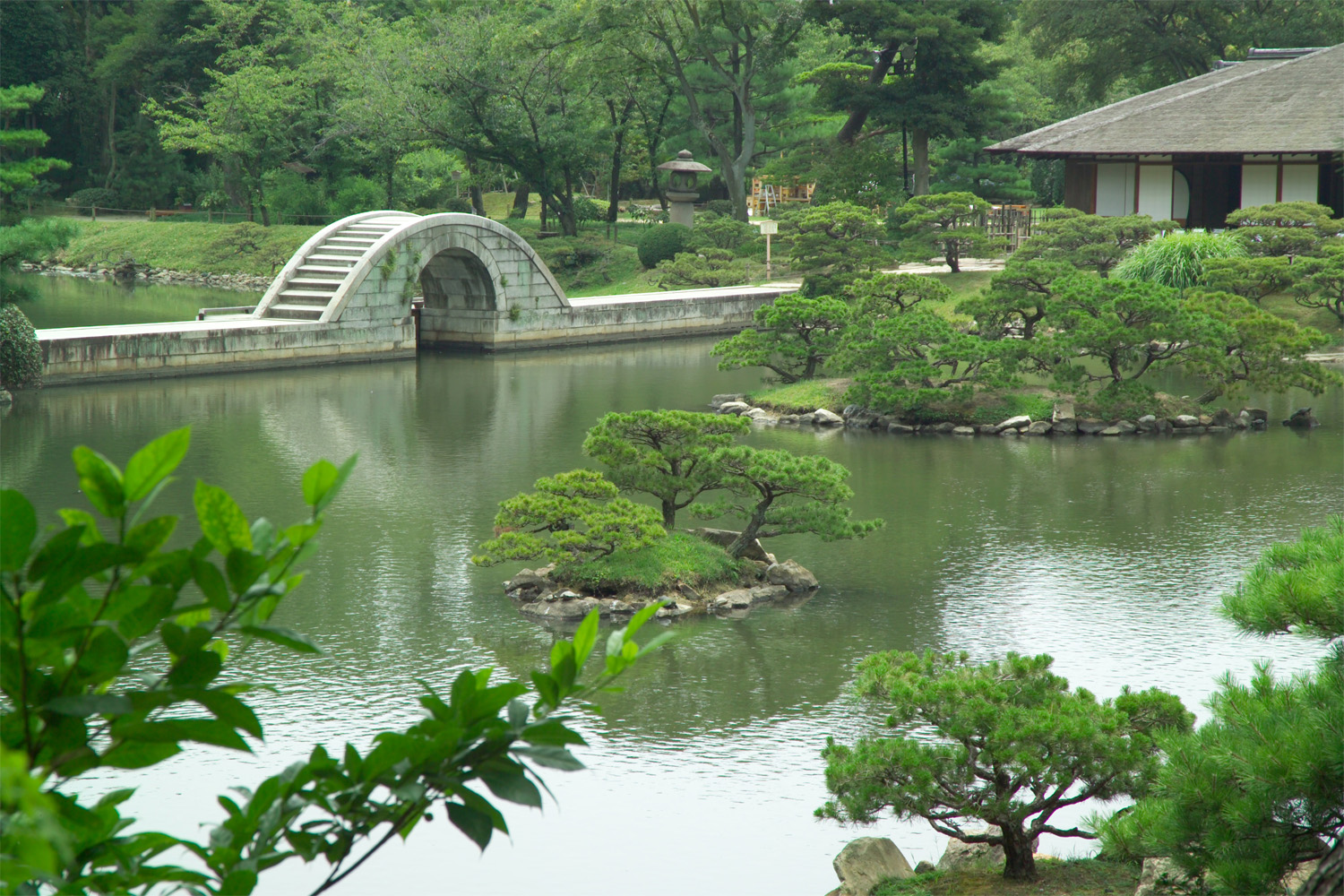
Regenbogenbrücke im Shukkei-en Garten in Hiroshima (2005)

Das Kunstmuseum der Präfektur Hiroshima wurde im September 1968 eröffnet. Es wurde 1996 vollständig renoviert und erhielt sein heutiges modernes, offeneres Aussehen, das den nahe gelegenen Shukkei-en-Gärten einen Ehrenplatz einräumt, nur wenige Dutzend Meter von der Stelle entfernt liegen, an der 1945 die Atombombe einschlug. Von der Haupthalle des Museums aus kann man die Vegetation der Gärten und die Kirschblüten während des Hanami-Festes betrachten. Dieses Museum ist zwar weniger bekannt als das Hiroshima Art Museum oder das Hiroshima Museum of Contemporary Art, zeigt aber ebenfalls interessante Sammlungen in luftigen und modernen Räumen. Besonders bekannt ist es für seine temporären Ausstellungen zu aktuellen Themen.

## Sammlung
Auf fast 20.000 Quadratmetern und vier Stockwerken beherbergt die ständige Sammlung mehr als 4.500 Werke, die in einem vierjährigen thematischen Rhythmus ausgestellt werden. Die Sammlung gliedert sich in vier Hauptbereiche:
- Traditionelle japanische Malerei: Nihonga
- Traditionelle asiatische Kunstobjekte
- Kunst der 1920er Jahre
- Kunst der 1930er Jahre

Besonders hervorzuheben sind die Werke von Salvador Dalí, Isamu Noguchi und von Künstlern aus der Region wie Hirayama Ikuo und Ai Mitsu. Die Sammlung japanischer Malerei umfasst vor allem Werke von Künstlern aus der Präfektur Hiroshima. In den Räumen des Museums sind Werke von Ikuo Hirayama (1930–2009), Okuda Gensō (1912–2003) und Kibo Kodama (1898–1971) zu sehen.
Vor allem Ikuo Hirayama ist in Japan ein bekannter Maler. Er war am 6. August 1945 in Hiroshima und ist somit ein Hibakusha, ein Überlebender des Atombombenabwurfs. Er ist bekannt für seine Darstellungen der Seidenstraße, des Buddhismus, aber auch der dramatischen Folgen des Atombombenabwurfs. Auch zwei andere japanische Kunstwerke haben den Ort berühmt gemacht: große bemalte Leinwände, die die Schreine von Miyajima und Itsukushima darstellen.
In den Sälen mit Werken aus den 1920er und 1930er Jahren sind große Namen der europäischen Kunst vertreten, insbesondere die Dadaisten und Surrealisten: Marcel Duchamp, Jean Arp, Alexander Calder, Henri Moore, René Magritte, Giorgio de Chirico, Max Ernst und Salvador Dali. Eines seiner Gemälde ist zu einem Hauptwerk der Sammlung des Museums geworden: „Der Traum der Venus“, ein großes Gemälde aus dem Jahr 1939, das aus derselben Serie stammt wie „Die Fortdauer der Erinnerung“ (die berühmten „Weichen Uhren“).